# Vastagcsőrű sárgarigó
A vastagcsőrű sárgarigó (Oriolus crassirostris) a madarak (Aves) osztályának a verébalakúak (Passeriformes) rendjébe, ezen belül a sárgarigófélék (Oriolidae) családjába tartozó faj.

## Előfordulása
São Tomé és Príncipe területén honos. Erdők és ültetvények lakója.

## Megjelenése
Testhossza 20-22 centiméter.  A hím feje fekete, felső része sötét, hasa szürkés-fehér. A tojó és a fiatalok feje nem fekete.

## Életmódja
Többnyire rovarokkal táplálkozik, de gyümölcsöt is eszik.

## Szaporodása
Csésze alakú fészkét ágvillákba készíti.